# نووپتروو
نووپتروو (انگلیسی: Novopetrovo) یک شهرک در شهرستان بیرسکی باشقیرستان کشور روسیه است.